# Чентро 44 (Рим)
Чентро 44 је насеље у Италији у округу Рим, региону Лацио.
Према процени из 2011. у насељу је живело 42 становника. Насеље се налази на надморској висини од 3 м.